# Palizzi (série télévisée)
Pour les articles homonymes, voir Palizzi (homonymie).
Palizzi est une série télévisée française en 100 épisodes de trois minutes créée par Jean Dujardin et diffusée entre le 13 décembre 2007 et le 26 décembre 2008 sur 13ème rue, et depuis le 25 octobre 2011 sur France 4.

## Synopsis
Antonio Palizzi, ancien mafieux, sort de prison après quinze ans de réclusion. Sa réinsertion est filmée pour un documentaire.

## Distribution
- Arsène Mosca : Antonio Palizzi
- Stéphane Debac : Cyril
- Geneviève Gil : Ines
- Alexandra Lamy : Mme Molina
- Alice Taglioni
- Gilles Lellouche
- Audrey Lamy
- Anne Marivin
- Pierre Richard
- Valérie Mairesse
- Jean Dujardin

## Épisodes

### Première saison (2007)
1. Avec vue sur Rien
2. La classe affaire
3. Insistance sociale
4. Conflit de connards
5. Je te la montre
6. Rompiche
7. Tout le confort sur le palier
8. Les courses autour du monde
9. Nostalgina
10. Zinc contre un
11. Poubelle la vie
12. Draguer le fond
13. Un boulot béton
14. Dans la tchat
15. Lessivée
16. La pause dej' ethnique
17. Touche pas à Daniel
18. Pédagogicle
19. Mamie casse tête
20. Protection pas tentée
21. Réparage contrôlé
22. Tu tires ou je te tue
23. Fuite professionnelle
24. Un prêté pour un donné
25. Chômage et dessert
26. Papalizzi
27. C.D.D Conneries
28. Pas de zizi
29. Un travelo nommé Désiré
30. Le blanchiment
31. Police se gourre
32. Et Dieu créa Daniel
33. SDF...initif
34. Un singe et des verres
35. Vu à la télé
36. Extinction des yeux
37. Je vous ai apporté des bonbons
38. Double face
39. Castagne au casting
40. Mise en boîte

### Deuxième saison (2008)
1. Plouf plouf
2. Bonjour ma concubine
3. Pas de nouvelle, pas de nouvelle
4. La maman de la maman
5. Un patient impatient
6. Pique-nique assiette
7. Cure dent brouilles
8. Le volib de bicyclette
9. Voyage aux bouchées de l'enfer
10. Une quille parmi les quilles
11. Le landau du lambda
12. Maton maté
13. Ardoise et Paganini
14. Revue de presse
15. Un gras, une fille
16. Poker Hold'em pas ça
17. Grain de rigole
18. Retrouvailles en tôle
19. Molina pas moyen
20. 1, 2...infini
21. Modèle de vertu
22. Codétenance
23. Un alibi pour bibi
24. Déboires à la piscine
25. En pleine trempette
26. Du vison d'honneur
27. Fil à tu-ture
28. Casse à l'ancienne
29. Daddy driver
30. Barbapapalizzi
31. Fringuant délit
32. En toute modestie
33. Facture sociale
34. Coffrage à tabac
35. Un nerf de famille
36. Grève de comptoir
37. Proposition en descente
38. Le guide du roublard
39. Le roi de la jungle
40. Crevard academy
41. Le boulet de M'Bali
42. Enfin livre
43. Jamais sans mon Dany
44. Alcooliques à vos hymnes
45. Itinéraire d'un gangster raté
46. Livre à vous
47. Grosse déprime
48. Teck trop nul
49. Interdit d'interdire
50. Mille euros baby
51. Tremblement de tête
52. À voir du coffre
53. Un poing c'est tout
54. Robin des ploucs
55. Mémorables mémoires
56. Palipsy
57. A l'aide...mémoire
58. Miro Volant
59. Primo Bellone
60. Fiston Bellone